# Wilderness Waterway
 (janvier 2017).
Si vous disposez d'ouvrages ou d'articles de référence ou si vous connaissez des sites web de qualité traitant du thème abordé ici, merci de compléter l'article en donnant les références utiles à sa vérifiabilité et en les liant à la section « Notes et références ».
La Wilderness Waterway est un sentier aquatique établi à l'intérieur du parc national des Everglades, parc national américain dans le sud de la Floride. Long de 160 kilomètres, il relie Flamingo à Everglades City en fournissant aux visiteurs, qui utilisent généralement le canoë pour moyen de transport, des sites de camping.